# B’nai B’rith

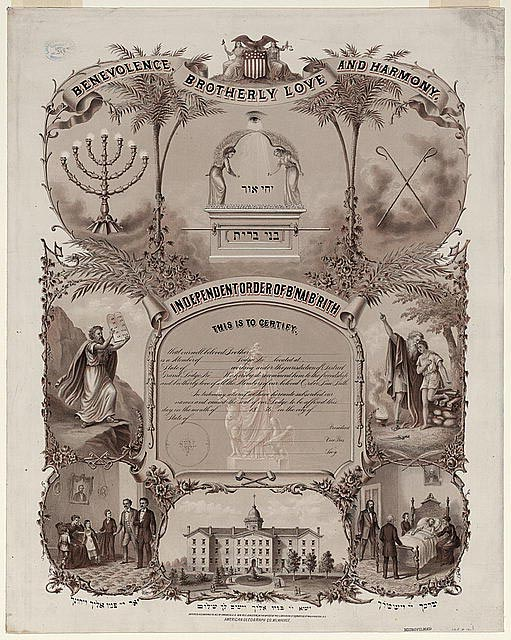
B’nai-B’rith-Mitgliedsbrief (1876)

B’nai B’rith (hebräisch בְּנֵי בְּרִית Bnej Brīt, deutsch ‚Söhne des Bundes‘, auch Bnai Brith) oder im deutschsprachigen Raum bis zur Zeit des Nationalsozialismus Unabhängiger Orden Bne Briss (U.O.B.B.), auch in jiddischer Lautung Bnei Briß genannt, ist eine jüdische Organisation. Sie wurde im Jahre 1843 in New York als geheime Loge von zwölf jüdischen Einwanderern aus Deutschland gegründet und widmet sich laut Selbstdarstellung der Förderung von Toleranz, Humanität und Wohlfahrt. Ein weiteres Ziel von B’nai B’rith ist die Aufklärung über das Judentum und die Erziehung innerhalb des Judentums. Zurzeit gibt es rund 500.000 organisierte Mitglieder in ungefähr 60 Staaten. Damit ist sie eine der größten jüdischen internationalen Vereinigungen. Das Veröffentlichungsorgan ist die B’nai B’rith International Jewish Monthly.

## Geschichte und Organisation

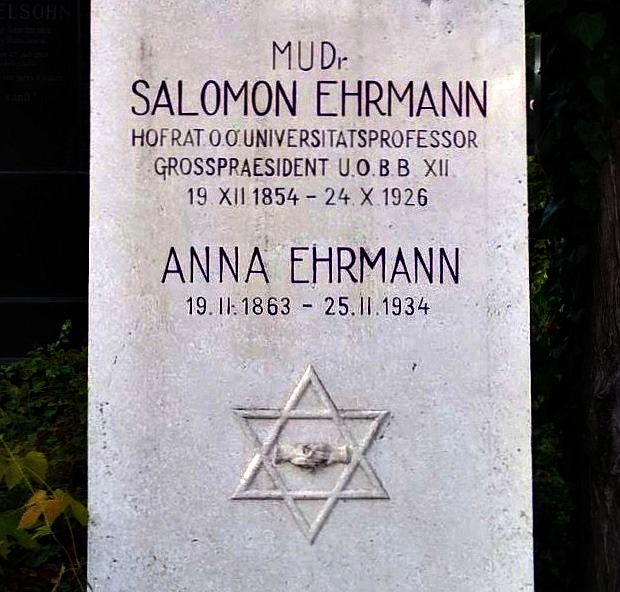
Grab von Salomon Ehrmann, Großpräsident (1920–1926) im Distrikt Österreich

Mit Großlogen, Hauptlogen und Distrikten ist B’nai B’rith ähnlich wie die Freimaurerei aufgebaut, versteht sich aber nicht als mit dieser Bewegung verbunden. Die Zentrale ist in Washington, D.C.; dort betreibt die Organisation ein Museum zur jüdischen Geschichte (das B’nai B’rith Klutznick National Jewish Museum).
1897 öffnete sich die Organisation auch für Frauen. So entstanden zu dieser Zeit auch im Deutschen Reich die B’nai-B’rith-Schwesternverbände, die sich vom liberaleren Jüdischen Frauenbund abgrenzten. Seit 1990 nimmt B’nai B’rith International Frauen als Vollmitglieder auf. Die selbstorganisierte, dem B’nai B’rith angeschlossene Frauenorganisation nennt sich B’nai B’rith Women und behauptet weiterhin ihren unabhängigen Status.
Ableger von B’nai B’rith sind u. a. die 1913 gegründete Anti-Defamation League und die universitäre Organisation Hillel.

### Deutschland
Der erste Ableger in Deutschland wurde 1882 in Berlin gegründet. Der Vereinssitz befand sich in der Kleiststraße 10 in Berlin-Schöneberg. 1924 wurde der Rabbiner Leo Baeck zum Großpräsidenten des deutschen Distrikts gewählt, der damals mehr als hundert Einzellogen umfasste. Seine Präsidentschaft dauerte von 1925 bis 1937. Am 19. April 1937 mussten alle Logen aufgelöst werden. Als Eigentümerin des Gebäudes Kleiststraße 10 fungierte ab 1937 die Gestapo. Am 20. März 2025 wurde in Berlin-Schöneberg, Kleiststraße 10, eine Gedenktafel enthüllt.

In Köln wurde der Sitz der Rheinland-Loge in der Cäcilienstraße nach deren Zerschlagung als Ghettohaus missbraucht.
Nach dem Zweiten Weltkrieg gründete sich der Orden in der Bundesrepublik neu. Max Horkheimer war Mitglied von B’nai B’rith.
Seit März 1965 existiert in Berlin eine Gedenktafel im Jüdischen Gemeindehaus in der Fasanenstraße. In der Passauer Straße 4 residierte mit der Janusz-Korczak-Loge eine B’nai-B’rith-Loge, zudem existiert in Berlin seit 1979 die Raoul-Wallenberg-Loge.

### Österreich
Im österreichischen Teil Österreich-Ungarns wurde 1889 die Loge Austria gegründet, die Israelitischer Humanitätsverein genannt werden musste, da Logen (Freimaurerlogen) verboten waren. Es folgten ab 1892 Logengründungen in Pilsen, Krakau, Prag (zwei Logen), Karlsbad, Reichenberg, Brünn, Troppau, Lemberg, Budweis und Czernowitz. 1895 wurde die Loge Wien gegründet, deren Präsident jahrelang der Philosoph Wilhelm Jerusalem war. Die dritte Loge in Wien trug den Namen Eintracht; insgesamt waren es fünfzehn Logen, die mit 1700 Mitgliedern in der globalen Organisation den X. Distrikt bildeten.
Nach der Gründung der Republik Österreich wurden weitere Logen in Wien (zwei), Linz und Graz gegründet, sie bildeten nun den XII. Distrikt. Er hatte im Jahr 1929 rund 900 Mitglieder und wurde von wechselnden Großpräsidenten geführt.
Sigmund Freud war Mitglied der Loge Wien. Im Februar 2004 wurde in Frankreich die Pariser Loge nach ihm benannt.

## Soziale Engagements
Meist in Zusammenarbeit mit der Großloge unterhielten lokale Logen auch überregional bedeutsame soziale Einrichtungen, so zum Beispiel das Kinder-Erholungsheim U.O.B.B. Zion-Loge XV. No. 360 Hannover auf Norderney und das Kindererholungsheim Oberrochwitz.

## Europe Award of Merit
- 1991: Richard von Weizsäcker
- 1994: Bernard-Henri Lévy
- 1996: Helmut Kohl
- 2008: Angela Merkel
- 2014: Mathias Döpfner

## Publikationen von B’nai B’rith
- Desider Stern: Werke von Autoren jüdischer Herkunft in deutscher Sprache. Eine Bio-Bibliographie. Hrsg. aus Anlass der B’nai-B’rith-Buchausstellungen in der Akademie der Künste Berlin (8. Februar–22. Februar 1970) und im Stadtmuseum München (15. März–5. April 1970), B’nai B’rith, München 1970 (3. Aufl.)
- Zum 50jährigen Bestehen des Ordens Bne Briss in Deutschland. U.O.B.B. Mit einer Einleitung von Leo Baeck. Herausgegeben vom Independent Order of B’nai B’rith. Kauffmann, Frankfurt a. M. 1933 (enthält a. a.: Alfred Goldschmidt: Der deutsche Distrikt des Ordens Bne Briss. Arthur Löwenstamm: Soziologie der Loge. Paul Rosenfeld: Bruderworte) online
- Maximilian Stein: Vorträge und Ansprachen. Mit einem Geleitwort von Leo Baeck. Herausgegeben von der Großloge für Deutschland VIII. U.O.B.B. Kauffmann, Frankfurt a. M. 1932 (3. ergänzte u. vermehrte Aufl.)